# Die Gattin
Die Gattin ist eine deutsche Ehekomödie aus dem Jahre 1943 von Georg Jacoby mit Jenny Jugo, Willy Fritsch und Viktor Staal in den Hauptrollen. Der Geschichte liegen die Bühnenstücke Die Gattin und Ich liebe vier Frauen von Johann von Bokay (1892–1961) zugrunde.

## Handlung
Peter Niklas ist Architekt, aber in seinem Beruf alles andere als erfolgreich. Umso mehr ist er auf seine vielseitige Gattin Puck angewiesen, die es zu einiger Meisterschaft darin gebracht hat, finanzielle Löcher zu stopfen und gegenüber Gläubigern Ausreden zu erfinden, weshalb gerade jetzt ein finanzieller Engpass herrsche, und eventuelle „Lebensretter“ liebreizend um den Finger zu wickeln. Einer der letztgenannten ist der charmante Möbelfabrikant Walter Baumann, ein Herr der alten Schule. Obwohl der Mann in den besten Jahren rasch erkennt, dass Puck Niklas ihn nur deshalb umgarnt, weil sie sich etwas von ihm erhofft, spielt er ihr sympathisches Spiel mit. Baumann ist nämlich an einer Zusammenarbeit mit ihrem Gatten Peter interessiert, der mit seiner Art jedoch eher die Menschen vor den Kopf stößt, als sie für sich einzunehmen. Und so setzt Puck Niklas sämtliche ihr zur Verfügung stehenden Mittel ein, um mit Baumann einen Vertrag abzuschließen: Sie gaukelt ihm vor, Peter sei sehr erfolgreich und taucht dem Möbelhändler gegenüber in verschiedenen Rollen auf: Mal ist sie das Stubenmädchen des Hauses, mal die Sekretärin des Herrn Architekten, dann wieder dessen Gattin. Schließlich mimt Puck Niklas sogar eine seltsame Holzgroßhändlerwitwe, die ebenfalls an einem Vertragsabschluss mit Peter interessiert sei – alles nur, um Baumann vorzugaukeln, dass er mit seinem Interesse an Peter nicht konkurrenzlos sei.
Baumann ist höchst amüsiert von Pucks Bemühungen und gibt ihrem Gatten Peter eine Chance. Die Zusammenarbeit mit dem Möbelfabrikanten erweist sich für das Ehepaar Niklas als lukrativ. Die Geldsorgen sind vorbei, und man bezieht schließlich sogar eine feine Villa. Während Walter Baumann dem Ehepaar ein guter Freund geworden ist, steigt Peter der Erfolg zu Kopf. Er beachtet seine Gattin, die für diesen Erfolg verantwortlich ist, nicht mehr und legt sich stattdessen mit der mondänen Helene Tomaczek eine Geliebte zu. Diese beginnt alsbald, Druck auf Peter auszuüben: Er soll sich öffentlich zu ihr bekennen und seine Gattin verlassen. Als Walter erkennt, welch übles Spiel diese Frau spielt, und dass die anständige Puck darunter zu leiden hat, verhindert er einen öffentlichen Skandal, indem er sich selbst kurzerhand als Geliebten der Tomaczek ausgibt. Seine Gattin ist jedoch nicht länger bereit, die Opferrolle zu spielen. Sie weiß, dass Walter sie heimlich liebt und benutzt ihn, um nunmehr ihren untreuen Gatten unter Druck zu setzen. Sie packt ihre sieben Sachen und zieht zu Walter. Peter bleibt verdutzt zurück. Walter glaubt jedoch, dass Puck ernsthaft an ihm interessiert ist, muss allerdings erfahren, dass sie ihn bedauerlicherweise nur als Mittel zum Zweck eingesetzt hat. Jetzt erst erkennt Peter, was er an seiner Ehefrau hat, gibt Helene auf und geht zu Baumanns Villa: Hier verspricht er Puck, sich fortan nur noch um sie zu kümmern und bittet sie, ihn zurückzunehmen. Und so geschieht es. Walter Baumann erweist sich als guter Verlierer und bleibt dem Ehepaar Niklas als Freund erhalten.

## Produktionsnotizen, Veröffentlichung
Die Dreharbeiten zu Die Gattin begannen am 11. Januar 1943 und endeten Mitte April desselben Jahres. Produktionsfirma war die Ufa-Filmkunst GmbH (Berlin). Jugos Lebensgefährte und Stammproduzent Eberhard Klagemann übernahm auch die Produktionsleitung. Emil Hasler entwarf die von Walter Kutz ausgeführten Filmbauten, Hans-Robert Bortfeldt war Regieassistent und übernahm überdies die Dialogregie.
Der Film wurde am 31. August 1943 in zwei Berliner Kinos uraufgeführt. Die Herstellungskosten betrugen 1.240.000 RM, das Einspielergebnis lag bis April 1944 bei 3.932.000 RM. Damit galt Die Gattin als gewaltiger Kassenerfolg.
In Finnland kam der Film am 1. Januar 1944 unter dem Titel Pikku vaimoni ins Kino, in Griechenland lief er unter dem Titel I A.M. i sysygos mou, in Ungarn unter dem Titel Feleség und in Spanien unter dem Titel Volvamos a vivir.

## Kritiken
„Das kapriziöse kleine Lustspiel nach zwei Boulevardstücken wird durch Jenny Jugos komödiantisches Temperament zur munteren Unterhaltung.“

„Jenny Jugos unbekümmerte Art und ihr teils grotesker Humor machen den Film zu einem kurzweiligen Vergnügen.“

Der Autor und Kritiker Karlheinz Wendtland schrieb zum Film: „Das Bezauberte an Jenny Jugo ist, daß sie – ohne weiblichen Charme einzubüßen – im (Film-)Leben immer tüchtig, famos und anstellig ist und dabei ihr Selbstbewußtsein als Frau nicht verliert. Sie demonstriert in fast allen ihren Rollen, daß die Behauptung von der Frauenfeindlichkeit des damaligen Films eine unhaltbare, wahrheitswidrige Behauptung ist.“